# Рован Александер Берет
Рован Александер Берет млађи (рођен 14. јуна 2000) је канадски професионални кошаркаш који игра за Њујорк Никсе, тим из Националне кошаркашке асоцијаце (НБА). Њујорк Никси су га изабрали као трећепласираног на НБА драфту 2019. након годину дана игре за Дјук Блу Девилс (Duke Blue Devils).
Рођен је у Торонту као син бившег кошаркаша Рована Берета . Берет је блистао док је наступао за своју средњу школу Ст. Марцелинус Мисисoга, Онтарио (St. Marcеllinus Mississauga)  пре него што је прешао на академију Монтверде на Флориди. Играо је на позицији бека где је својом игром остваривао завидне резултате. Примљен је као играч са пет звездица и као најбољи играч који је регрутован 2018, након чега је освојио награду Нејсмит најбољег играча (Naismith Prep Player of the Year) године као и Геторејд (Gatorade) награду за играча године (Гатораде Натионал Плаyер оф тхе Yеар). Играо је на позицији бека где је својом игром остваривао завидне резултате. На академији био је рангиран као најбољи играч у својој класи од свих служби за регрутовање и био је први играч после ЛеБрон Џејмса (LeBron James) који је освојио све главне награде у средњој школи као и национално првенство.
Са канадском репрезентацијом до 19 година, Берет је добио МВП (Most Valuable Player) награду на Светском првенсту у кошарци до 19 година 2017. након што је свој тим довео до златне медаље. За сениорски тим је дебитовао током квалификација за Светско првенсто 2019. 

## Младост и каријера
Још као мали је развио интересовање за кошарку и играо је као дете у Француској док је његов отац у то време професионално играо кошарку . Док је живео у Француској, Берет је ишао у француску школу али га је мајка учила енглеским језиком. Због очеве каријере живео је у бројним државама и често је након очевих утакмица шутирао на кош и на тренинзима. Берет је додатно тренирао кошарку за играчима његових година у клубовима за које је наступао његов отац.
Његова породица се преселила у Мисисаги 2008. године када је његов отац престао професионално да се бави кошарком . Током одрастања Берет је био посвећен спорту, играо је фудбал, трчао спринт на 100 метара и бавио се скоком у вис . Са 12 година, након једне лоше кошаркашке утакмице вратио се кући плакајући и тада је одлучио да се фокусира само на кошарку. Јос као мали рекао је оцу да жели да буде НБА Ол-стар (NBA All-star) и да уђе у кошаркашку Кућу славних (Basketball hall of fame) . Понекад је тренирао са његовим кумом Стив Нешом (Steve Nesh) и са очевим пријатељима.
Берет је под вођством свог оца, постао један од најбољих играча до 12 година у Онтариу. Похађао је основну школу Хоризон Џинис (Horizon Jeunesse) у Кларксону (Clarkson) где је предводио свој тим до градске титуле у француским основним пколама у граду, где је проглашен за најкориснијег играча (МВП) упркос томе што је играо против старијих противника. Берет је такође играо за Регионалну академију за развој спортиста (РЕДА) до 12 година у организације Атлетске аматерске уније (АУУ) где је играо против много тимова широм Сједињених Држава . Кошаркашка асоцијација Онтарија га је означила као једног од најбољих спортиста у својој генарцији, након чега је тренирао у јунијорској академији кошарке Канаде, преко које је наступао за провинцијски тим Онтарија. Са 15 година, Берет је углавном играо на позицији плејмејкера (playmaker) где је 3. августа 2014. постигао 37 поена уз 7 скокова у победи над Квебеком резултатом 93-54 на турниру до 15 година.

## Каријера у средњој школи

### Сеинт Марселинус (St.Marcellinus 2014-15)
Берет је уписао средњу школу Сеинт Марселинус, док је наступао за тим Брамптон Вориорс (Brampton Warriors). Након његове добре утакмице против школе Бил Кротерс (Bill Crothers) где је постигао 27 поена, канадски веб-сајт за скаутирање Норт Пол Хупс (North Pole Hoops) означио га је као играча који је посебан упркос томе што је тек био прва година. У фебруару 2015. проглашен је за најкориснијег играча турнира Гај Ветрие (Guy Vetrie) након што је постигао 41 поен. У априлу, Берет је добио позив за утакмицу свих звезда Атлетксе асоцијације средњих школа региона Пил (РОПССАА). Истог месеца, Берт је постигао рекордних 25 поена у утакмици будућих звезда, на којој су били играчи најбољег ранга 9 и 10  широм Канаде.

### Монтверде Академија (2015—208)

#### Прва година (2015—16)
У септембру 2015, недељу дана након обиласка најбољих припремних школа широм Америке, Берет је најавио да ће напустити Сеинт Марселинус. Касније у току месеца, прешао је на Монтверде академију на Флориди која је имала посебан кошаркашки програм. Берет је донео ту одлуку како би “подигао” своју игру на нови ниво, али је описао да је прелазак био доста тежак. Дана 7. децембра постигао је 18 поена на утакмици коју је преносила национална телевизија против Хунтингтон школе. Берет је одиграо једну од најбољих утакмица где је постигао 31 поен у поразу од Цино Хилс средње школе у четвртфиналу турнира 21. децембра. Касније, 15. априла 2016. постигао је 22 поена и 8 скокова у међународној утакмици Џордан Бренд Класик (Jordan Brand Classic) 2016, ћиме је освојио награду за најкориснијег играча утакмице. На крају сезоне, након што је предводио своју академију и био главни играч, Берет је изабран за Алл-Америцан теам МаџПрепс, где су били изабрани најбољи бруцоши. 

#### Друга година  (2016-2017)
Улазећи у 2016-17 годину, Берет је у својој другој сезони био међу 20 играча који су били именовани за претсезонски тим Америке свих средњих школа. У новембру 2016. именован је за Неисмит награду од стране скаута. Берет је довео своју академију до титуле Сити оф Палмс Класик (City of Palms Classic) постигавши 15 поена у финалу против средње школе Мемфис (Memphis East High School), где је такође добио титулу за најкориснијег играча турнира. Забележио је 21 поен 16. јануара 2017, у победи од 73-67 над средњом школом Бишоп Монтгомери (Bishop Montgomeri), након чега је његов тим освојио Спалдинг Хупхол Класик (Spalding Hoophall Classic). У фебруару, Берет је добио МВП награду на кампу “Кошарка без граница” (Basketball without borders) током НБА Ол-стар викенда. Берет је завршио своју другу сезону са просеком од 22 поена и 7 скокова по утакмци, а МаксПрепс га је прогласио најбољим играчем друге године и тако доспео у трећи тим Америке.

#### Јуниорска година (2017—18)
Дана 31. јула 2017, Берет се поново квалификовао у класу 2018 јер је веровао да је спреман да напредује и буде годину раније на колеџу. Уласком у сезону 2017-18, именован је у Амерички средњошколски спорт за Амерички предсезонски тим. У свом отварању сезоне 28. новембра 2017, Берет је предводио Монтверде, који је тада био рангиран као 1. тим у земљи, са 29 поена у победи над Рок Спул школом. У утакмици коју је преносила национална телевизија 11. јанура 2018. против Орланда, постигао је 24 поена. Берет је 15. јанура постигао 22 поена и 10 скокова у победи над Матер Деи екипом.  Дана 23. марта играо је турнир, који је окупио 24 најбоља канадска играча. Касније у току месеца, Берет је учествовао у Мекдоналдсовој утакмици где је постигао 26 поена.
У Марту 2018, Берет је добио награду Морган Вутен (Morgan Wooten) за играча који има изванредан карактер, због тога што је показао да је способан да буде лидер екипе. Један од начина на који се Берет показао своје карактере је био када се укључио у Програм кошаркашких пријатеља на академији Монтверде, где је био задужен да буде ментор младим кошаркашима као и да их саветује како да се фокусирају.
У сезони 2017-18, предводио је свој тим без пораза до националног трофеја, где је у финалу постигао 25 поена и 15 скокова.
Берет је постигао рекордних 20 поена уз 9 скокова, 6 асистенција и 5 украдених лопти на Нaјки хуп самиту 2018. где је добио награду за најкориснијег играча..

## Регрутовање
Док је похађао академију, Берет је био проглашен најбољим канадским играчем у својој генерацији. Берет је оцењен као играч са пет звездица и рангиран је као играч број 1 у класи 2018. године.
Добио је понуде за стипендије од неколико великих универзитета укључујући Аризону, Дјук (Duke), Индијану (Indiana), Кансас (Kansas), Кентаки (Kentuck), Мисури (Missouri), Оклахому, Орегон, Тексас (Texas). Говорећи за медије у априлу 2017 године, Рој Рана који је тренирао Берета 2017 на Светском првенству до 19 година, описао га је као звезду која може да постане суперзвезда.
У августу 2017. Берет је сузио свој избор на 5 школа: Дјук, Аризона, Орегон, Кентаки и Мичиген. Дана 10. новембра 2017. донео је своју одлуку и изабрао да наступа за Дјук у сезони 2018-19. 
Коментаришући своју одлуку рекао је “Осећам се као код куће и очигледно је да имају одличног тренера... Волим Тренера К. (Мајк Шишефски). Гледао сам Дјук још кад сам био мали”.

## Колеџ каријера
У својој првој утакмици регуларне сезоне 6. новембра, постигао је 33 поена и 6 асистенција против другопласираног Кентакија, оборивши рекорд као бруцоша Дјук колеџа који је постигао највише поена на дебију. Дана 3. децембра 2018, Берет је проглашен за најбољег бруцоша недеље на конференцији АЦЦ (Atlantic Coast Conference). Берет је забележио свој први дабл-дабл 5. децембра са 27 поена и 15 скокова против Хартфорда. Дана 10. децембра 2018, Берет је по други пут добио признање за АЦЦ играча и бруцоша недеље. Дана 28. јанура 2019,Берет је добио своју трећу награду за бруцоша недеље. Берет је 9. фебруара постигао 25 поена у победи против Вирџиније (Virginia). Берет је наставио да пружа сјајне партије па је 7. фебруара  је забележио 23 поена, 11 скокова и 10 асистенција у победи против Северне Каролине резултатом 94–78. Био је то четврти пут у историји Дјука (други пут за време мандата Тренера К као главног тренера) када је играч забележио трипл-дабл за свој тим. Дана 25. фебруара 2019, Барет је поново проглашен за АЦЦ бруцоша недеље по четврти пут заредом. На крају Дјукеове регуларне сезоне, Берет је именован за члана и All-American First Team, ACC All-Freshman team и All-ACC First Team заједно са својим саиграчем Зајоном Вилиамсоном. Берет је проглашен за играча године.
Берет је 22. марта предводио тим у поенима и скоковима са 26 поена и 14 скокова у победи од 85–62 над Северном Дакотом на НЦАА турниру. Играо је у укупно 38 утакмица (почетак свих 38) као бруцош, постизавши у просеку 22,6 поена, 7,6 скокова и 4,3 асистенције.
Након Дјуковог пораза на НЦАА мушком кошаркашком турниру 2019., Берет је најавио своју намеру да се одрекне своје последње три сезоне колеџ кошарке и да се пријави за НБА драфт 2019.

## Професионална каријера
Њујорк Никси (2019- do danas)

### сезона 2019-20
Дана 20. јуна 2019. године, Њујорк Никси су драфтовали Берета као трећег играча на НБА драфту 2019. године. Берет је званично потписао уговор са Никсима 3. јула. Берет је дебитовао у НБА лиги 23. октобра, почевши од пораза од Сан Антонио Спарса (San Antonio Spurs) резултатом 111–120 где је забележио прву утакмицу са 21 поеном, пет скокова, две асистенције и две украдене лопте. Берет је постигао рекордних 27 поена у тадашњој каријери уз шест скокова, асистенција и украдену лопту у победи над Атланта Хоксима (Atlanta Hawks) 17. децембра са резултатом 143–120. Прва повреда Берета је била када  је пао са угануц́ем скочног зглоба на утакмици против Финикс Санса(Phoenix Suns)16. јануара 2020. године. Дана 2. марта, Берет је постигао рекордних 27 поена у његовој каријери тако што је постигао кош за победу. Такође је имао пет скокова, пет асистенција и једну украдену лопту у победи над Хјустон Рокетсима (Houston Rockets са резултатом 125–123.
Берет је своју прву руки (rookie) сезону завршио са просечном статистиком од 14,3 поена, 5,0 скокова, 2,6 асистенција и 1,0 украдене лопте за 30,4 минута проведених на терену. Одиграо је 56 утакмица, Био је контроверзно изостављен из најбоље петорке рукија (NBA All-rookie team) након превременог завршетка регуларне сезоне.

### сезона 2020-21
Дана 21. децембра 2020. Никси су објавили да су искористили своју опцију да продуже уговор на  трећу годину за Берета. Дана 21. јануара, Берет је постигао тада нови лични рекорд од  28 поена, уз пет асистенција и два скока, у победи од 119–104 над Голден Стејт Вориорсима (Golden State Warriors). Касније 13. марта, Берет је постигао нови рекорд од 32 поена у својој каријери, уз пет скокова и три асистенције, у победи од 119–97 над Оклахома Сити Тандером (Оkhlahoma City Tunders). Берет је направио значајан напредак у својој другој години, завршавајуц́и са просеком од 17,6 поена по утакмици, 5,8 скокова и 3,0 асистенције. Берет је такође направио велике помаке у шутирању, завршивши сезону шутирајуц́и 40,1 одсто са линије за три поена и 74,6 одсто са линије слободних бацања. Берет је стартовао у 72 утакмице од могућих 72 током сезоне, која је скрац́ена због пандемије ЦОВИД-19, играјуц́и 34,9 минута по утакмици. Никси су први пут после осам година ушли у плеј-оф и обезбедили предност домаћег терена у првом колу. Никси су на крају изгубили 4–1 у првом колу од Атланта Хокса.

### сезона 2021-22
Дана 6. јануара 2022. године, Барет је забележио 13 поена и шест асистенција и завршио вече тројком уз звук сире оспораваном победничком тројком, дајуц́и Никсима победу над Бостон Селтиксима (Boston Celtics) резултатом 108–105, у ноц́и у којој је Њујорк губио чак 25. Касније, 10. јануара против Сан Антонио Спарса постигао је 31 поен, а 12. јануара против Далас Маверикса (Dallas Mavericks) Берет је постигао 32 поена постављајуц́и рекорд франшизе и постао најмлађи играч Никса који је везао узастопне утакмице са најмање 30 поена са само 21 годином. Такође је постао осми НБА играч који је убацио 2.000 поена, 500 скокова и 300 асистенција до 21 године, придруживши се Кевину Гарнету, Кобију Брајанту, Трејси Мекгрејдију, Леброну Џејмсу, Кармелу Ентонију, Кевину Дуренту и Луки Дончићу. Дана 6. фебруара, постигао је тада нови рекорд са 36 поена, уз осам скокова и пет асистенција, у поразу од Лос Анђелес Лејкерса (Los Angeles Lakers) са 122–115 у продужетку. Касније 25. фебруара, Берет је постигао нов рекорд са 46 поена у поразу од Мајами Хита (Miami Heat) са 115–100. Постао је 7. играч у историји НБА који је постигао 3400+ поена, 1100+ скокова и 550+ асистенција пре него што је напунио 22 године и придружио се Кевину Гарнету, Трејси Мекгрејди, Кармелу Ентонију, Леброну Џејмсу, Кевину Дуранту и Луки Дончићу. Такође је постао најмлађи играч Никса који је просечно бележио 20 поена по утакмици у сезони са 21 годином.

## Каријера у националном тиму
Берет је био најмлађи играч у репрезентацији Канаде до 16 година која је освојила сребро на ФИБА У-16 шампионату 2015. у Аргентини. Са просечних 14,6 поена по утакмици, предводио је свој тим у као најбољи поентер током турнира.
Постизао је у просеку 18,4 поена, 4,6 скокова и 2,3 асистенције по утакмици на ФИБА Светском првенству до 17 година 2016, у Шпанији, на путу до почасти за други тим на Светском првенству за У17.
У јулу 2017, Берет је доспео на насловне стране са 38 поена, 13 скокова и пет асистенција док је предводио канадски тим до 19 година до победе у полуфиналу над САД резултатом 99–87 на Светском првенству у кошарци ФИБА до 19 година.У то време, медији су описали овај наступ као Беретову „највећу игру у његовој каријери до сада“. Касније је довео Канаду до титуле, где је обележио рекордне резултате од 18 поена и 12 скокова у првенственој утакмици против Италије, и проглашен је за Ол-Стар-а и такође за најкориснијег играча на турниру. Са просеком од 21,6 поена по утакмици, био је и водец́и стрелац турнира.
У јуну 2018. дебитовао је у сениорској мушкој репрезентацији Канаде, постигавши 16 поена у победи над Кином резултатом 97–62.

## Лични живот
Беретов отац Рован Берет је пореклом са Јамајке и одрастао је у Торонту. Играо је колеџ кошарку за Сент Џонс пре него што је започео професионалну каријеру проведену у Европи и Јужној Америци. Рован старији је био дугогодишњи члан канадске репрезентације, чији је капитен био на Летњим олимпијским играма 2000. године, а касније је постао извршни потпредседник и генерални директор Канадске кошарке.
Берет је кум Стива Неша, члана кошаркашке Куће славних и тренутног главног тренера Бруклин Нетса који је играо са његовим оцем у репрезентацији Канаде. Рован старији је први пут упознао Неша, који је око две године млађи од њега, док је играо за репрезентацију до 19 година и брзо је постао близак пријатељ са њим.
Беретова мајка Кеша Духанеи је родом из Бруклина у Њујорку. Била је национално рангирана спринтерка и скакачица у даљ на Универзитету Сент Џон пре него што је радила за Канадску Империјалну трговинску банку. Беретови родитељи су се први пут срели док су похађали Сент Џонс. Његова тетка по мајци Дахлиа Духанеи била је члан тима Јамајке у штафети 4 × 100 м која је освојила златну медаљу на ИААФ Светском првенству 1991. године. Такође по мајчиној страни, његови бака и деда су трчали за репрезентацију Јамајке, а његов ујак је играо фудбал за Универзитет Мериленд.
Берет течно говори француски, иако је признао да је „мало зарђао“ 2018. године. Има брата Натана, који је четири године млађи од њега. Након што је Берет напустио средњу школу, Нејтан се придружио припремном кошаркашком тиму на академији Монтверде.

## Статистика
| Година         | Тим            | ОУ  | СУ  | МПУ  | ПШ%  | 3П%  | СБ%  | СПУ | АПУ | УПУ | БПУ | ППУ  |
| -------------- | -------------- | --- | --- | ---- | ---- | ---- | ---- | --- | --- | --- | --- | ---- |
| 2019-20        | Њујорк Никси   | 56  | 55  | 30.4 | .402 | .320 | .614 | 5.0 | 2.6 | 1.0 | .3  | 14.3 |
| 2020-21        | Њујорк Никси   | 72  | 72  | 34.9 | .441 | .401 | .746 | 5.8 | 3.0 | .7  | .3  | 17.6 |
| 2021-22        | Њујорк Никси   | 70  | 70  | 34.5 | .408 | .342 | .714 | 5.8 | 3.0 | .6  | .2  | 20.0 |
| Током каријере | Током каријере | 198 | 197 | 33.5 | .418 | .357 | .697 | 5.6 | 2.9 | .8  | .3  | 17.5 |

| Година | Тим          | ОУ | СУ | МПУ  | ПШ%  | 3П%  | СБ%  | СПУ | АПУ | УПУ | БПУ | ППУ  |
| ------ | ------------ | -- | -- | ---- | ---- | ---- | ---- | --- | --- | --- | --- | ---- |
| 2021   | Њујорк Никси | 5  | 5  | 32.4 | .388 | .286 | .800 | 7.2 | 3.0 | .8  | .4  | 14.4 |
|        |              |    |    |      |      |      |      |     |     |     |     |      |

| Година  | Тим  | ОУ | СУ | МПУ  | ПШ%  | 3П%  | СБ%  | СПУ | АПУ | УПУ | БПУ | ППУ  |
| ------- | ---- | -- | -- | ---- | ---- | ---- | ---- | --- | --- | --- | --- | ---- |
| 2018-19 | Дјук | 38 | 38 | 35.3 | .454 | .308 | .665 | 7.6 | 4.3 | .9  | .4  | 22.6 |
|         |      |    |    |      |      |      |      |     |     |     |     |      |